# اجاق (آشپزخانه)

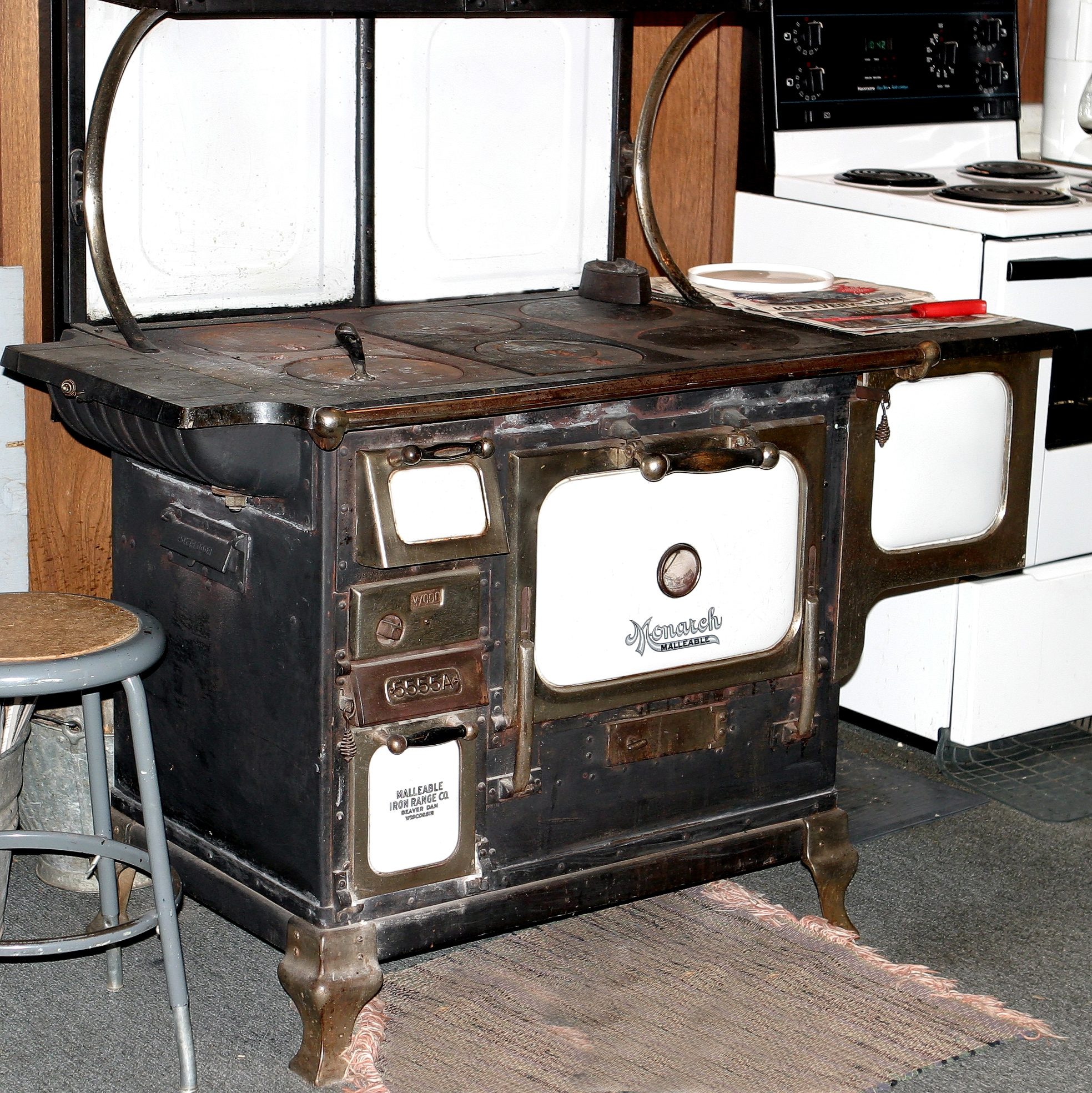
یک اجاق آهنی چوب‌سوز

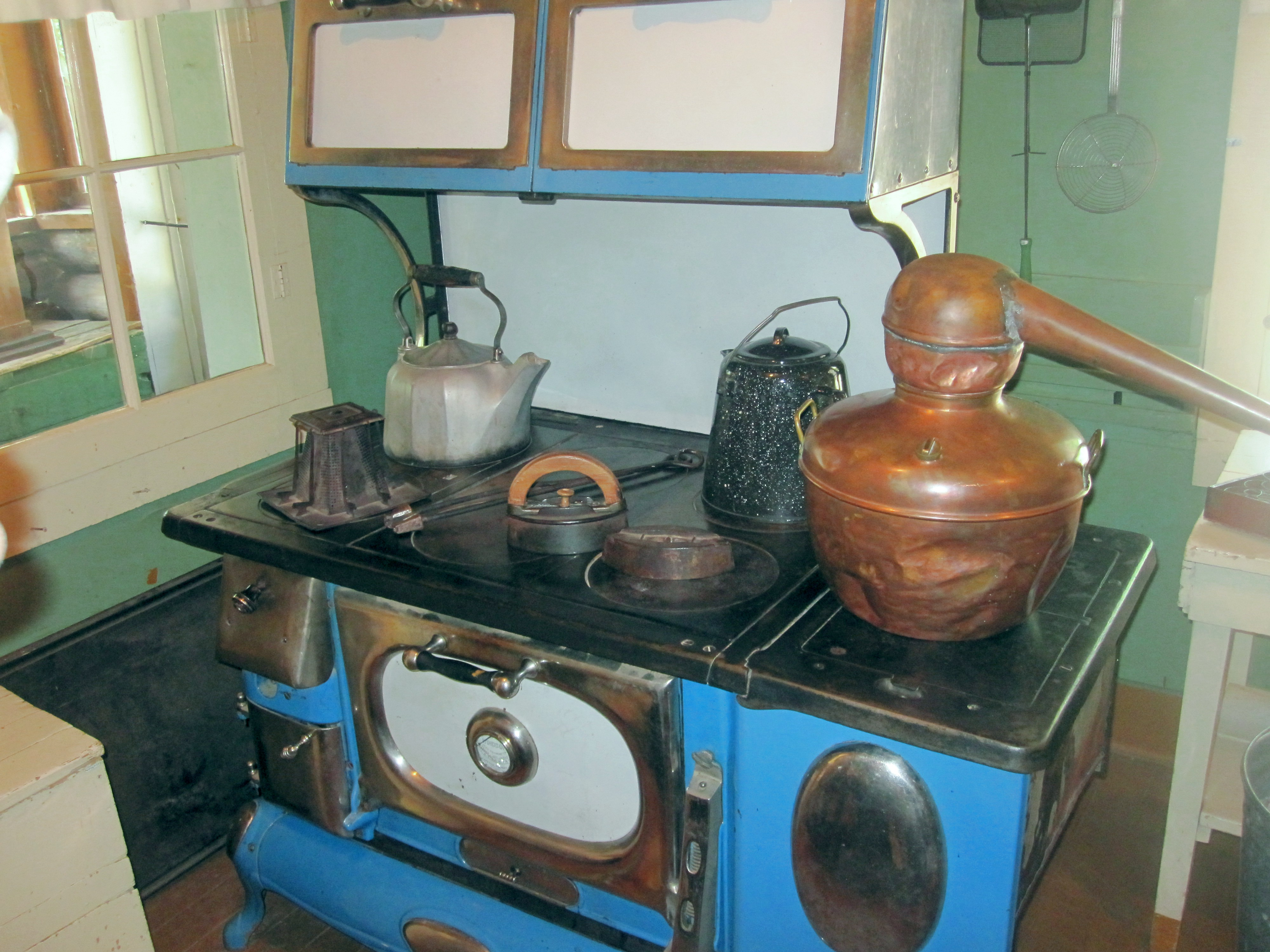
A stove at Holzwarth Ranch, Colorado

اجاق آشپزخانه (انگلیسی: Kitchen stove) ، یکی از لوازم خانگی و وسیله‌ای معمولاً در آشپزخانه است که به منظور پخت غذا طراحی شده‌است. اجاق‌های آشپزخانه برای استفاده در فرایند پخت‌وپز به حرارت مستقیم متکی هستند و همچنین ممکن است حاوی کوره‌ای باشد که برای پخت استفاده می‌شود. «اجاق‌های آشپزی» (که «اجاق‌های پخت‌وپز» یا «اجاق‌های چوبی» نیز نامیده می‌شوند) با سوزاندن چوب یا زغال گرم می‌شوند. «اجاق گاز» با گاز گرم می‌شود؛ و «اجاق‌های برقی» با برق. اجاق‌گاز با تخته آشپزخانه داخلی را نیز می‌گویند.
در جهان صنعتی، به دلیل اینکه اجاق‌ها به عنوان یک منبع تولید گرما کارآمدتر و مطمئن تر بودند، جایگزین آتش دان و منقل شدند، مدل‌هایی ساخته شدند که می‌توانند برای پخت‌وپز نیز مورد استفاده قرار گیرند، و این‌ها نیز به اجاق‌های آشپزخانه معروف شدند.  هنگامی که خانه‌ها با سیستم‌های گرمایش مرکزی گرم می‌شوند، دیگر نیازی به وسیله‌ای نیست که هم به عنوان منبع حرارت عمل کند و هم اجاق یخت و پز و اجاق گازهای مستقل جای آنها را بگیرد. اجاق گاز و اجاق اغلب به جای یکدیگر استفاده می‌شوند.
اجاق‌ها با سوخت‌های مختلف فسیلی ابتدایی‌ترین طراحی اجاق گاز آشپزخانه هستند. "تقریباً نیمی از مردم جهان (به طور عمده در کشورهای در حال توسعه) برای پخت مواد غذایی خود ، زیست توده (چوب ، زغال چوب ، بقایای محصول و سرگین) و زغال سنگ را در اجاق‌های اولیه ی گازی یا آتش‌خانه‌ای می‌سوزانند. "" اجاق‌های آشپزی زیست توده کارآمد و سازگار با محیط زیست برای استفاده در همان‌جا تولید شده‌اند.